# Augochloropsis quadrans
Augochloropsis quadrans är en biart som först beskrevs av Joseph Vachal 1903.  Augochloropsis quadrans ingår i släktet Augochloropsis och familjen vägbin. Inga underarter finns listade.